# Бежбайрацька волость
Бежбайрацька волость — історична адміністративно-територіальна одиниця Єлизаветградського повіту Херсонської губернії із центром у селі Бежбайраки.
Станом на 1886 рік складалася з 11 поселень, 13 сільських громад. Населення — 1859 осіб (930 чоловічої статі та 929 — жіночої), 402 дворових господарства.
|                     | Площа, десятин | У тому числі орної, дес. |
| ------------------- | -------------- | ------------------------ |
| Сільських громад    | 2478           | 2095                     |
| Приватної власності | 16100          | 4000                     |
| Казенної власності  | —              | —                        |
| Іншої власності     | 80             | 80                       |
| Загалом             | 18658          | 6175                     |

Найбільше поселення волості:
- Бежбайраки — село при річці Ташлик за 68 верст від повітового міста, 796 осіб, 175 дворових господарств, православна церква, земська станція. За 4 верст — постоялий двір. За 9 верст — постоялий двір. За 12 верст — постоялий двір.